# FX Calcio
FX Calcio (FX Fútbol) è un videogioco di genere manageriale e sportivo che è uscito esclusivamente sulla piattaforma Microsoft Windows l'8 maggio 2013.
Il giocatore ha il controllo della squadra, gestendo allenamenti, calciomercato e formazioni di squadre ispirate a quelle reali ma senza licenze. Il commento delle partite è affidato a Massimo Tecca e José Altafini.

## Leghe, campionati e coppe
Le leghe disponibili sono:
- Serie A
- Serie B
- Primera División (Spagna)
- Segunda División (Spagna)
- Premier League
- Ligue 1
- Bundesliga

Le coppe sono:
- Coppa Italia
- Copa del Rey
- FA Cup
- Coupe de France
- DFB-Pokal
- Coppa UEFA
- Champions League